# Avenue du Maréchal-Leclerc
Pour les articles homonymes, voir Avenue du Général-Leclerc.
L'avenue du Maréchal-Leclerc est une voie de la commune de Châlons-en-Champagne, située au sein du département de la Marne, en région Champagne-Ardenne.

## Situation et accès
L'avenue du Maréchal-Leclerc appartient administrativement au centre-ville et permet de joindre le cœur de la ville avec son entrée sud.
Actuellement elle traverse les jards Anglais et Grand-Jard.

## Origine du nom
Le nom de la rue fait référence au Maréchal Leclerc qui eut lieu en septembre 1949. Elle fut appelée en premier temps rue du Général puis devenant du Maréchal lors de l'élévation à ce titre du militaire.

## Historique
Ancienne avenue du Jard, c'était la voie qu’empruntèrent les évêques pour rejoindre leur château de Sarry (Marne).

## Bâtiments remarquables et lieux de mémoire
- Maison Sipeyre, art-déco.
- le Cirque.
- L'Ancienne porte Jard.

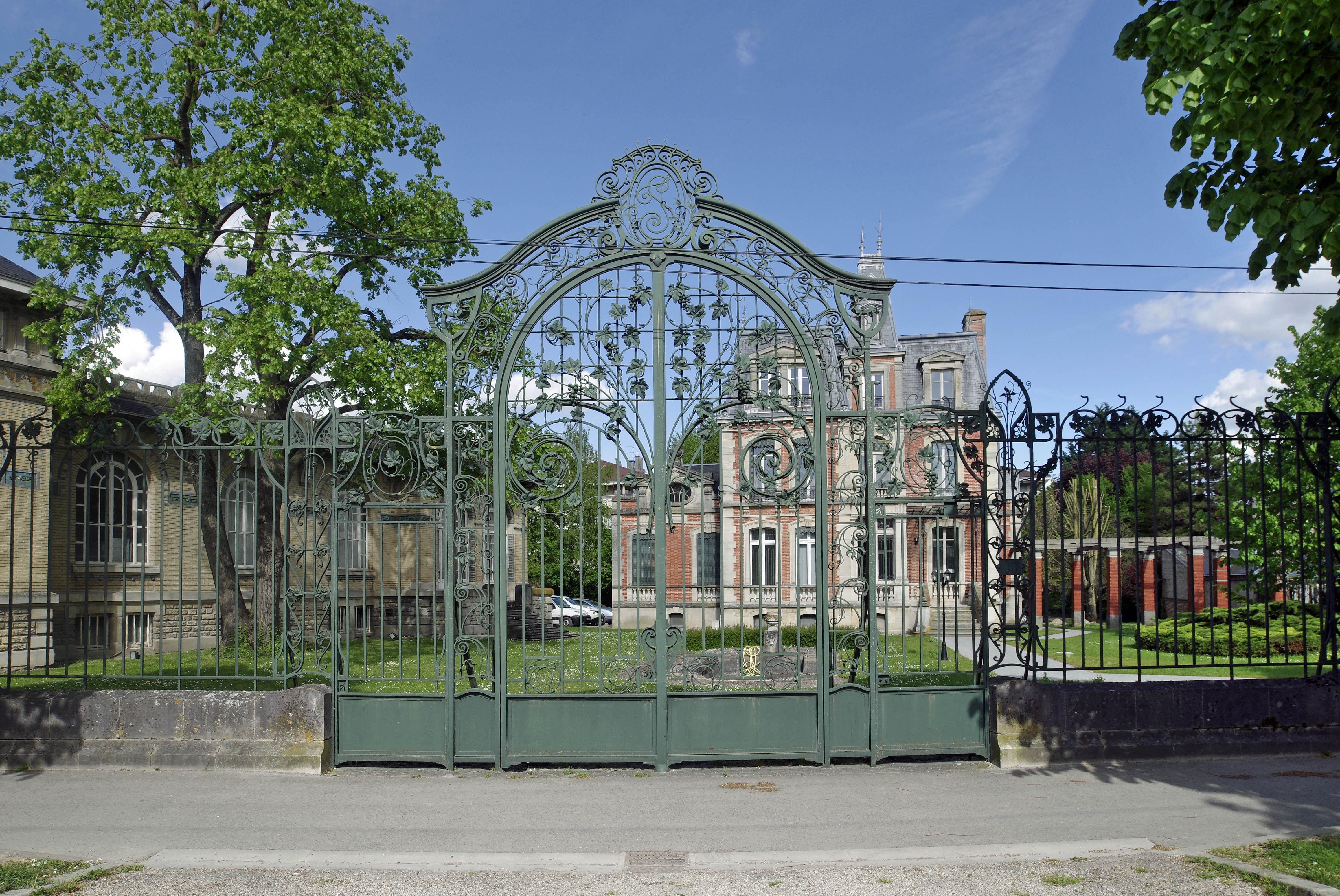
Maison Sipeyre.
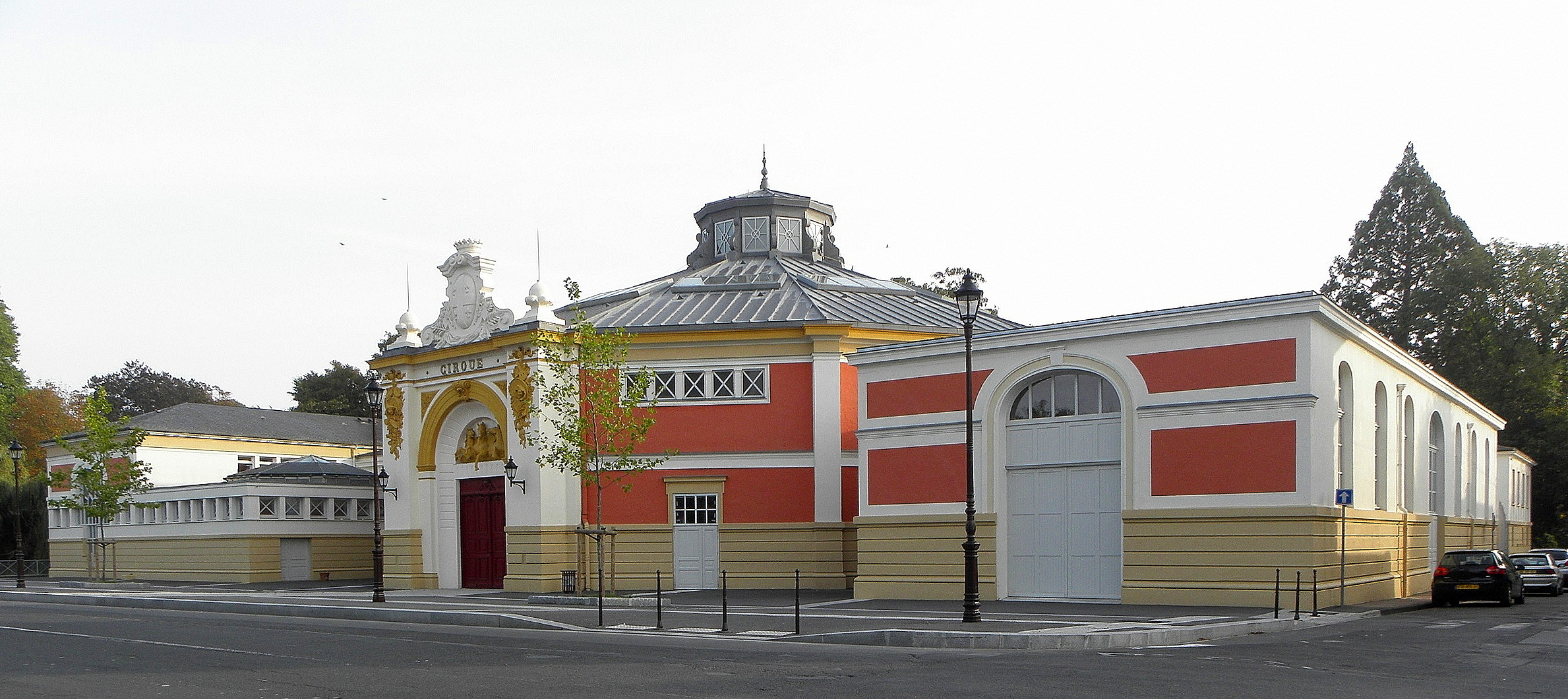
Façade sur rue du cirque.
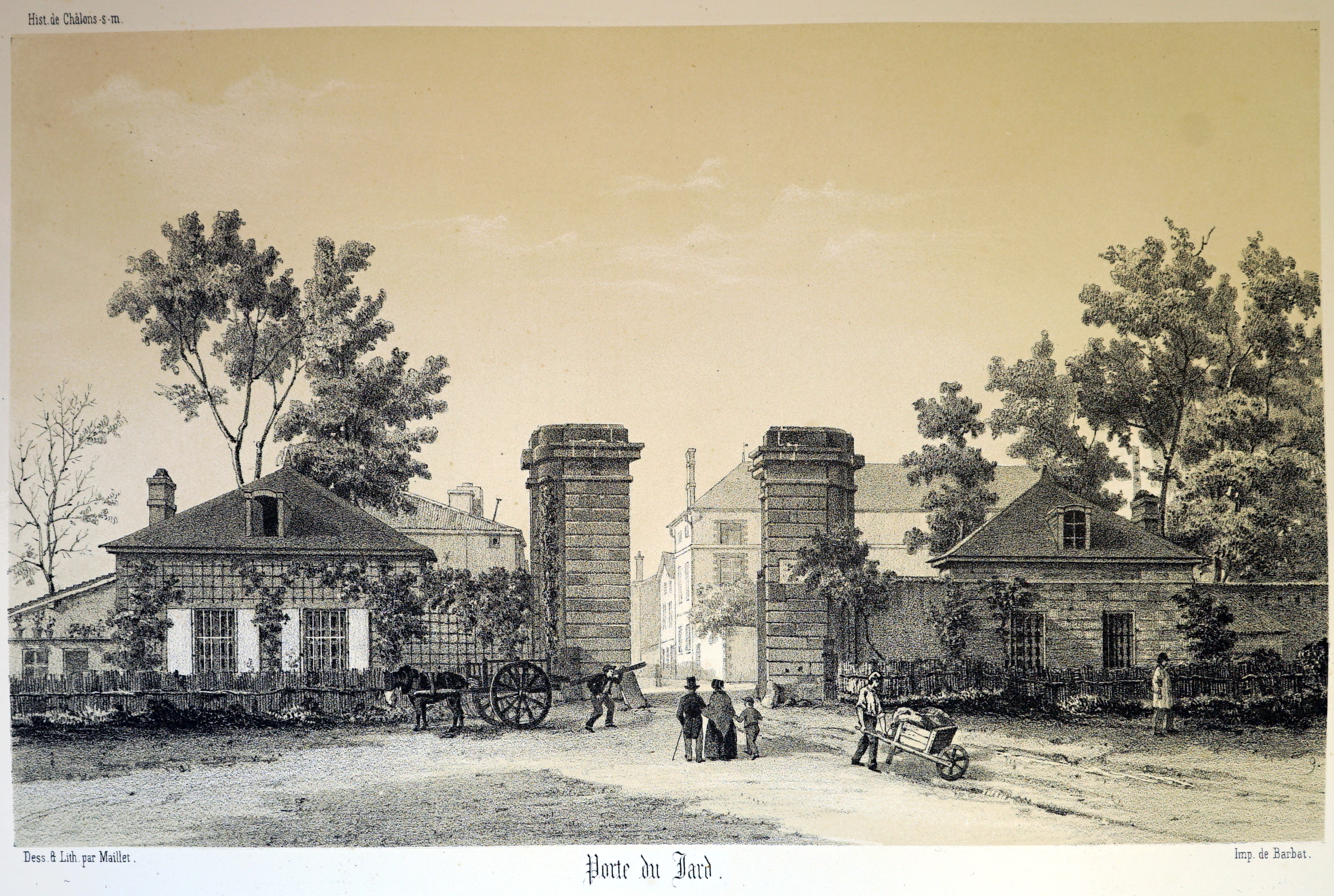
La Porte Jard quand elle était porte d'octroi.